# Marinho Chagas

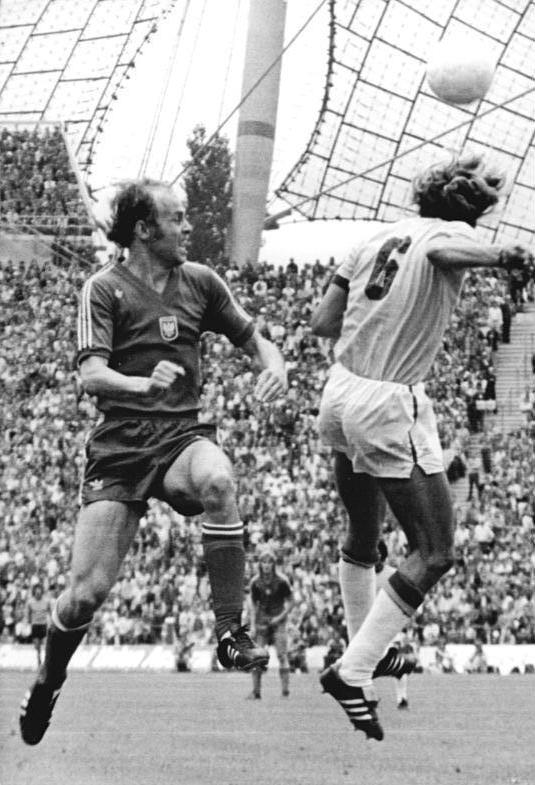
Marinho Chagas (6) and Grzegorz Lato (Poland) at the World Cup 1974 in Munich

Marinho Chagas, właśc. Francisco das Chagas Marinho (ur. 8 lutego 1952 w Natal, zm. 31 maja 2014 w João Pessoa) – brazylijski piłkarz. Podczas kariery występował na pozycji lewego obrońcy.

## Kariera klubowa
Karierę piłkarską Marinho Chagas rozpoczął w 1968 roku w klubie Riachuelo. Lata 1969–1970 spędził w klubie ABC Natal. Następny sezon spędził w klubie Náutico Capibaribe, z którym zdobył mistrzostwo Stanu 	Rio Grande do Norte – Campeonato Potiguar w 1971 roku. W latach 1972–1976 grał w Botafogo. W roku 1977 przeszedł do lokalnego rywala Fluminense FC. W 1978 roku wyjechał do USA i przez następne 2 lata grał w New York Cosmos i Fort Lauderdale Strikers. Po powrocie do Brazylii grał w São Paulo FC, z którym zdobył mistrzostwo Stanu São Paulo – Campeonato Paulista w 1981. W São Paulo FC grał do 1983, po czym przeszedł do Bangu AC. Rok 1984 spędził w Fortaleza EC, a 1985 w América Natal oraz w amerykańskim Los Angeles Heat 1986–1987 roku. Marinho Chagas karierę zakończył w niemieckim Harlekin Augsburg.

## Kariera reprezentacyjna
W reprezentacji Brazylii Marinho Chagas zadebiutował 25 czerwca 1973 w przegranym 0-1 meczu przeciwko reprezentacją Szwecji rozegranym w Sztokholmie. W 1974 pojechał z reprezentacją na Mistrzostwa Świata rozgrywanych na stadionach RFN. Na mistrzostwach zagrał we wszystkich 7 meczach canarinhos, w tym meczu o 3. miejsce przeciwko reprezentacji Polski. W 1976 z reprezentacją Brazylii zdobył Puchary Roca, Rio Branco i Oswaldo Cruz. Ostatnim jego występem w reprezentacji był rozegrany 26 czerwca 1977 mecz przeciwko reprezentacji Jugosławii. Łącznie w reprezentacji Marinho Chagas rozegrał 27 spotkania i strzelił 4 bramki.